# Jose L. Ribera
Jose L. Ribera (nascut el 14 de febrer de 1942 a Cabanabona, Espanya) és un executiu retirat de The Gillette Company (actualment part de Procter & Gamble) i un expert en estratègia empresarial.

## Carrera professional

### Gillette
Jose Lluís Ribera va començar la seva carrera a Gillette Española S.A. el desembre de 1967 com a director de màrqueting, supervisant l'activitat comercial de la companyia a Espanya durant sis anys. El 1973, es va traslladar a Boston, Massachusetts, com a director de màrqueting internacional per a la divisió de perfumeria i articles de tocador. Va col·laborar amb la Harvard Business School en el desenvolupament de casos pràctics basats en l'experiència de Gillette i es va familiaritzar amb el Model Hendry per calcular la penetració potencial de nous productes al mercat.
El 1978, Ribera va tornar a Espanya com a director general de Gillette Española S.A. a Sevilla. El 1983, va ser promogut a Group General Manager a Londres. El 1987, va ser ascendit a president del Grup AMEE de Gillette International, gestionant els negocis de la corporació en 104 països i territoris, cobrint 30 companyies nacionals i 6.000 empleats. Durant la seva gestió, Gillette va experimentar una gran expansió en mercats com l'Índia, el Pakistan, Turquia, Europa de l'Est i les repúbliques de l'antiga URSS. Ribera es va retirar el 2002 després de 35 anys de servei.

### Consultoria
Després de retirar-se de Gillette, Ribera es va dedicar a la consultoria especialitzada en estratègia empresarial durant dues dècades, col·laborant amb empreses andorranes (Crèdit Andorrà i Pyrénées) i catalanes (BonÀrea i Borges). Va fundar ACN S.L. (Advanced Consulting Network) i va col·laborar en la fundació de l'Agència Andorrana de Notícies (ANA), on va ser el primer president. També va fundar Nutfruit S.A. i Tecnoagro S.A., empreses dedicades a inversions i agricultura avançada, i Casa San Roc S.L. a Torrebesses (Lleida), coneguda per ser la primera companyia a plantar festucs a Espanya.

## Obra
Jose L. Ribera és autor d'una trilogia sobre l'estratègia titulada Formació del Pensament Estratègic - L'art del Lideratge. En aquesta obra, Ribera defineix l'estratègia com "l'art d'assolir objectius importants, que altres ens disputen o que ens resisteixen; d'una manera eficaç i eficient." Aporta la formulació de les Lleis Universals de l'Estratègia, onze lleis que sempre s'apliquen en qualsevol plantejament estratègic. També analitza les estratègies militars clàssiques i la seva aplicació en la vida civil. La trilogia inclou els llibres Formació del Pensament Estratègic, El Pensament Estratègic en la Història, i El Pensament Estratègic al S. XXI.

## Biografia
Jose Lluís Ribera Castellà va estudiar al Col·legi dels PP. Escolapis de Tàrrega i a l'Institut Manuel Iradier de Vitòria. Va cursar estudis universitaris a les Universitats de Valladolid, Complutense, ESIC i al MIT - Massachusetts Institute of Technology. El 1967 es va casar amb Dolores (Lolita) Cortada, amb qui té dues filles, Inmaculada i Mayte. Actualment, tenen la nacionalitat andorrana i viuen a Andorra la Vella.